# ياسوشي إيشي
ياسوشي إيشي (石井妥師 إيشي ياسوشي, الكتابة الحقيقية لإسمه: 石井恭史) هو موسيقي ياباني ولد في 10 مارس 1970 في أوتسونوميا، توتشيغي.

## ديسكوغرافيا

### ألبومات
- Hellsing-オリジナル・サウンドトラック RAID 糾襲
- Hellsing-オリジナル・サウンドトラック RUINS 吠虚
- DARKER THAN BLACK-流星の双子-Original Soundtrack

## أعماله في الأنمي

### مسلسلات أنمي تلفزيونية
- هلسينغ
- داركر ذان بلاك -جوزاء النيزك-
- دريفترز (بالتعاون مع هاياتو ماتسوؤو)

## وصلات خارجية
- ياسوشي إيشي على موقع IMDb (الإنجليزية)
- ياسوشي إيشي على موقع ألو سيني (الفرنسية)
- ياسوشي إيشي على موقع ميوزك برينز (الإنجليزية)
- ياسوشي إيشي على موقع ديسكوغز (الإنجليزية)
- ياسوشي إيشي على موقع كينوبويسك (الروسية)